# 2020 QG
2020 QG, también conocido por su designación interna ZTF0DxQ, es un asteroide que cruza la órbita de la Tierra, de unos pocos metros de diámetro. Pertenece al grupo Apolo y pasó por encima de la superficie a una distancia de aproximadamente 2950 kilómetros (1833,0 mi) (menos de un cuarto del diámetro de la Tierra), el 16 de agosto de 2020 a las 04:09 UTC. Fue fotografiado por primera vez el 16 de agosto de 2020 por Zwicky Transient Facility (ZTF) en el Observatorio Palomar aproximadamente 6 horas después del acercamiento más cercano, y luego fue identificado por Kunal Deshmukh, un estudiante del Instituto Indio de Tecnología de Bombay, junto con sus colegas Kritti Sharma y Chen-Yen Hsu, analizando imágenes de la ZTF.
2020 QG ha pasado más cerca de la Tierra que cualquier asteroide conocido, excepto los que impactaron al planeta. Pasó más cerca que 2011 CQ1 y 2020 JJ. Dado una magnitud absoluta de 29,8, se estima que el asteroide tiene alrededor de 3-6 metros (9,8-19,7 pies) de diámetro. El asteroide es similar en tamaño a los impactadores terrestres 2008 TC3, 2014 AA, 2018 LA y 2019 MO. 

## Órbita y clasificación
2020 QG orbita alrededor del Sol a una distancia de aproximadamente 1.0–2.9 UA una vez cada 2,7 años (990 días; semieje mayor de 1,9 UA). Su órbita tiene una excentricidad de 0,49 y una inclinación de 5,5° con respecto a la eclíptica. El asteroide acababa de llegar al perihelio (la aproximación más cercana al Sol) el 1 de agosto de 2020, y luego, el 16 de agosto de 2020, la aproximación cercana a la Tierra redujo el período orbital del asteroide de 990 días a 964 días.
En mayo de 2020, antes de cualquier perturbación de la Tierra, el asteroide tenía una distancia mínima de intersección de la órbita ) de 0.00027. Horas antes de la aproximación cercana, el MOID de la Tierra era 0.0001, pero la perturbación de aproximación cercana cambió la órbita y acercó el asteroide. 

Animación de la órbita de 2020 QG alrededor de la Tierra. (Tierra en color azul, 2020 QG en color rosado)

Animación de la órbita de 2020 QG alrededor del Sol. (Tierra en color azul, Sol en color amarillo y 2020 QG en color rosado)

| Asteroide  | Fecha      | Distancia desde la superficie de la tierra | Incertidumbre en distancia de aproximación | Referencia |
| ---------- | ---------- | ------------------------------------------ | ------------------------------------------ | ---------- |
| 2020 QG    | 2020-08-16 | 2946 kilómetros                            | ± 20 km                                    | [ 6 ]      |
| 2011 CQ1   | 2011-02-04 | 5481 kilómetros                            | ± 5 km                                     | [ 7 ]      |
| 2019 UN13  | 2019-10-31 | 6242 kilómetros                            | ± 200 km                                   | [ 8 ]      |
| 2008 TS26  | 2008-10-09 | 6259 kilómetros                            | ± 1000 km                                  | [ 9 ]      |
| 2004 FU162 | 2004-03-31 | 6542 kilómetros                            | ± 15000 kilómetros                         | [ 10 ]     |

## Detectabilidad
Los asteroides que son similares en tamaño a 2020 QG son difíciles de detectar porque son pequeños y, por lo tanto, tenues. Entre 2010 y 2020, el asteroide no fue más brillante que la magnitud aparente 31 lo que lo hizo unas 10 mil veces más débil que una magnitud de descubrimiento de 21. El telescopio espacial Hubble necesita 3 semanas de tiempo de exposición a la imagen magnitud 31 objetos. Durante el enfoque de 2020, el asteroide parecía más tenue que la magnitud 24 hasta que tuvo un alargamiento solar de solo 60 grados. Se obtuvieron imágenes del asteroide cuando tenía un alargamiento solar de 125 grados y tenía una magnitud de 19. 